# Liste der Ämter in Schleswig-Holstein
In Schleswig-Holstein gibt es folgende 83 Ämter (Stand: 1. Juni 2023):
| Amt                                       | Amtssitz                | Kreis                          | Anzahl Gemeinden               | Einwohner (31. Dezember 2023) | Fläche (in km²) |
| ----------------------------------------- | ----------------------- | ------------------------------ | ------------------------------ | ----------------------------- | --------------- |
| Amt Achterwehr                            | Achterwehr              | Kreis Rendsburg-Eckernförde    | 8                              | 11.765                        | 118,42          |
| Amt Arensharde                            | Silberstedt             | Kreis Schleswig-Flensburg      | 9                              | 14.639                        | 191,39          |
| Amt Auenland Südholstein                  | Nützen                  | Kreis Segeberg                 | 6                              | 11.139                        | 115,73          |
| Amt Bad Bramstedt-Land                    | Bad Bramstedt           | Kreis Segeberg                 | 14                             | 11.244                        | 186,33          |
| Amt Bad Oldesloe-Land                     | Bad Oldesloe            | Kreis Stormarn                 | 9                              | 11.553                        | 121,76          |
| Amt Bargteheide-Land                      | Bargteheide             | Kreis Stormarn                 | 8                              | 14.760                        | 98,90           |
| Amt Berkenthin                            | Berkenthin              | Kreis Herzogtum Lauenburg      | 11                             | 8.461                         | 76,83           |
| Amt Bokhorst-Wankendorf                   | Wankendorf              | Kreis Plön                     | 8                              | 7.923                         | 129,32          |
| Amt Boostedt-Rickling                     | Boostedt                | Kreis Segeberg                 | 6                              | 12.913                        | 147,17          |
| Amt Bordesholm                            | Bordesholm              | Kreis Rendsburg-Eckernförde    | 14                             | 14.788                        | 99,67           |
| Amt Bornhöved                             | Trappenkamp             | Kreis Segeberg                 | 8                              | 11.026                        | 77,90           |
| Amt Breitenburg                           | Breitenburg             | Kreis Steinburg                | 11                             | 8.621                         | 69,79           |
| Amt Breitenfelde                          | Mölln                   | Kreis Herzogtum Lauenburg      | 11                             | 6.932                         | 93,73           |
| Amt Büchen                                | Büchen                  | Kreis Herzogtum Lauenburg      | 15                             | 15.196                        | 193,04          |
| Amt Burg-Sankt Michaelisdonn              | Burg (Dithmarschen)     | Kreis Dithmarschen             | 14                             | 15.662                        | 153,26          |
| Amt Büsum-Wesselburen                     | Büsum                   | Kreis Dithmarschen             | 18                             | 12.653                        | 143,99          |
| Amt Dänischenhagen                        | Dänischenhagen          | Kreis Rendsburg-Eckernförde    | 4                              | 8.861                         | 71,88           |
| Amt Dänischer Wohld                       | Gettorf                 | Kreis Rendsburg-Eckernförde    | 8                              | 17.468                        | 124,97          |
| Amt Eggebek                               | Eggebek                 | Kreis Schleswig-Flensburg      | 8                              | 9.355                         | 131,80          |
| Amt Eiderkanal                            | Osterrönfeld            | Kreis Rendsburg-Eckernförde    | 7                              | 12.797                        | 87,74           |
| Amt Eidertal                              | Flintbek                | Kreis Rendsburg-Eckernförde    | 10                             | 16.818                        | 78,38           |
| Amt Eiderstedt                            | Garding                 | Kreis Nordfriesland            | 16                             | 11.144                        | 249,17          |
| Amt Elmshorn-Land                         | Elmshorn                | Kreis Pinneberg                | 7                              | 13.496                        | 89,29           |
| Amt Fockbek                               | Fockbek                 | Kreis Rendsburg-Eckernförde    | 4                              | 11.051                        | 66,61           |
| Amt Föhr-Amrum                            | Wyk auf Föhr            | Kreis Nordfriesland            | 15                             | 10.373                        | 103,37          |
| Amt Geest und Marsch Südholstein          | Heist                   | Kreis Pinneberg                | 10                             | 24.271                        | 137,70          |
| Amt Geltinger Bucht                       | Steinbergkirche         | Kreis Schleswig-Flensburg      | 16                             | 13.058                        | 201,25          |
| Amt Großer Plöner See*                    | Plön                    | Kreis Plön, Kreis Ostholstein  | 10                             | 8.028                         | 187,02          |
| Amt Haddeby                               | Busdorf                 | Kreis Schleswig-Flensburg      | 8                              | 8.890                         | 79,78           |
| Amt Hörnerkirchen                         | Barmstedt               | Kreis Pinneberg                | 4                              | 4.007                         | 44,91           |
| Amt Hohe Elbgeest                         | Dassendorf              | Kreis Herzogtum Lauenburg      | 10 (+ 1 gemeindefreies Gebiet) | 21.072                        | 126,39          |
| Amt Hohner Harde                          | Fockbek                 | Kreis Rendsburg-Eckernförde    | 12                             | 9.028                         | 167,89          |
| Amt Horst-Herzhorn                        | Horst                   | Kreis Steinburg                | 12                             | 15.887                        | 174,52          |
| Amt Hürup                                 | Hürup                   | Kreis Schleswig-Flensburg      | 5                              | 8.534                         | 96,88           |
| Amt Hüttener Berge                        | Groß Wittensee          | Kreis Rendsburg-Eckernförde    | 16                             | 14.699                        | 208,39          |
| Amt Itzehoe-Land                          | Itzehoe                 | Kreis Steinburg                | 20                             | 10.224                        | 138,00          |
| Amt Itzstedt*                             | Itzstedt                | Kreis Segeberg, Kreis Stormarn | 7                              | 19.060                        | 108,30          |
| Amt Jevenstedt                            | Jevenstedt              | Kreis Rendsburg-Eckernförde    | 10                             | 11.343                        | 134,86          |
| Amt Kappeln-Land                          | Kappeln                 | Kreis Schleswig-Flensburg      | 4                              | 1.414                         | 28,40           |
| Amt Kellinghusen                          | Kellinghusen            | Kreis Steinburg                | 19                             | 22.777                        | 195,75          |
| Amt Kirchspielslandgemeinde Heider Umland | Heide                   | Kreis Dithmarschen             | 11                             | 15.472                        | 157,02          |
| Amt Kirchspielslandgemeinden Eider        | Hennstedt               | Kreis Dithmarschen             | 34                             | 18.919                        | 361,36          |
| Amt Kisdorf                               | Kattendorf              | Kreis Segeberg                 | 9                              | 10.680                        | 88,57           |
| Amt Krempermarsch                         | Krempe                  | Kreis Steinburg                | 10                             | 9.367                         | 81,20           |
| Amt Kropp-Stapelholm                      | Kropp                   | Kreis Schleswig-Flensburg      | 14                             | 17.361                        | 295,09          |
| Amt Langballig                            | Langballig              | Kreis Schleswig-Flensburg      | 7                              | 8.401                         | 86,03           |
| Amt Lauenburgische Seen                   | Ratzeburg               | Kreis Herzogtum Lauenburg      | 25                             | 14.203                        | 237,83          |
| Amt Leezen                                | Leezen                  | Kreis Segeberg                 | 12 (+ 1 gemeindefreies Gebiet) | 9.111                         | 155,79          |
| Amt Lensahn                               | Lensahn                 | Kreis Ostholstein              | 7                              | 8.699                         | 104,53          |
| Amt Lütau                                 | Lauenburg/Elbe          | Kreis Herzogtum Lauenburg      | 10                             | 3.862                         | 80,74           |
| Amt Lütjenburg                            | Lütjenburg              | Kreis Plön                     | 15                             | 15.286                        | 225,15          |
| Amt Landschaft Sylt                       | Sylt                    | Kreis Nordfriesland            | 4                              | 4.264                         | 38,65           |
| Amt Marne-Nordsee                         | Marne                   | Kreis Dithmarschen             | 13                             | 12.819                        | 175,65          |
| Amt Mittelangeln                          | Mittelangeln            | Kreis Schleswig-Flensburg      | 3                              | 9.981                         | 100,01          |
| Amt Mitteldithmarschen                    | Meldorf                 | Kreis Dithmarschen             | 24                             | 23.249                        | 339,72          |
| Amt Mittelholstein                        | Hohenwestedt            | Kreis Rendsburg-Eckernförde    | 30                             | 24.321                        | 380,90          |
| Amt Mittleres Nordfriesland               | Bredstedt               | Kreis Nordfriesland            | 19                             | 21.802                        | 273,20          |
| Amt Nordstormarn                          | Reinfeld (Holstein)     | Kreis Stormarn                 | 12                             | 11.266                        | 123,35          |
| Amt Nordsee-Treene                        | Mildstedt               | Kreis Nordfriesland            | 27                             | 25.048                        | 412,14          |
| Amt Nortorfer Land                        | Nortorf                 | Kreis Rendsburg-Eckernförde    | 17                             | 18.874                        | 245,20          |
| Amt Oeversee                              | Tarp                    | Kreis Schleswig-Flensburg      | 3                              | 11.198                        | 83,64           |
| Amt Oldenburg-Land                        | Oldenburg in Holstein   | Kreis Ostholstein              | 6                              | 9.434                         | 213,26          |
| Amt Ostholstein-Mitte                     | Schönwalde am Bungsberg | Kreis Ostholstein              | 5                              | 8.478                         | 170,64          |
| Amt Pellworm                              | Husum                   | Kreis Nordfriesland            | 4                              | 1.440                         | 57,32           |
| Amt Pinnau                                | Rellingen               | Kreis Pinneberg                | 5                              | 13.673                        | 48,24           |
| Amt Preetz-Land                           | Schellhorn              | Kreis Plön                     | 17                             | 9.097                         | 191,05          |
| Amt Probstei                              | Schönberg (Holstein)    | Kreis Plön                     | 20                             | 22.516                        | 132,86          |
| Amt Rantzau                               | Barmstedt               | Kreis Pinneberg                | 10                             | 9.185                         | 111,97          |
| Amt Sandesneben-Nusse                     | Sandesneben             | Kreis Herzogtum Lauenburg      | 25                             | 15.805                        | 206,11          |
| Amt Schafflund                            | Schafflund              | Kreis Schleswig-Flensburg      | 13                             | 13.510                        | 236,81          |
| Amt Schenefeld                            | Schenefeld              | Kreis Steinburg                | 22                             | 10.875                        | 164,38          |
| Amt Schlei-Ostsee                         | Eckernförde             | Kreis Rendsburg-Eckernförde    | 19                             | 18.896                        | 305,18          |
| Amt Schrevenborn                          | Heikendorf              | Kreis Plön                     | 3                              | 19.273                        | 33,46           |
| Amt Schwarzenbek-Land                     | Schwarzenbek            | Kreis Herzogtum Lauenburg      | 19                             | 10.256                        | 131,82          |
| Amt Selent/Schlesen                       | Schwentinental          | Kreis Plön                     | 7                              | 5.906                         | 117,56          |
| Amt Siek                                  | Siek                    | Kreis Stormarn                 | 5                              | 10.402                        | 60,56           |
| Amt Südangeln                             | Böklund                 | Kreis Schleswig-Flensburg      | 15                             | 13.497                        | 189,52          |
| Amt Süderbrarup                           | Süderbrarup             | Kreis Schleswig-Flensburg      | 13                             | 11.613                        | 146,78          |
| Amt Südtondern                            | Niebüll                 | Kreis Nordfriesland            | 30                             | 40.430                        | 594,45          |
| Amt Trave-Land                            | Bad Segeberg            | Kreis Segeberg                 | 27                             | 19.971                        | 318,02          |
| Amt Trittau                               | Trittau                 | Kreis Stormarn                 | 10                             | 19.079                        | 93,32           |
| Amt Viöl                                  | Viöl                    | Kreis Nordfriesland            | 13                             | 9.538                         | 177,76          |
| Amt Wilstermarsch                         | Wilster                 | Kreis Steinburg                | 14                             | 6.479                         | 178,06          |

* kreisübergreifendes Amt